# The Profiteer (film fra 1919)
The Profiteer er en amerikansk stumfilm fra 1919 af John K. Holbrook.

## Medvirkende
- Jack Sherrill som Tom Merritt
- Alma Hanlon
- Robin H. Townley
- Charles Bowell
- F.W. Stewart